# Walter Kitter
Walter Kitter (* 13. Januar 1943; † 17. August 2019 in Puchheim) war ein deutscher Fußballspieler. In der Saison 1967/68 absolvierte er sieben Länderspiele für die Nationalmannschaft der Amateure. In den Jahren 1967 und 1969 gewann der Abwehrspieler des FC Germania Forst und des VfR Pforzheim in Reihen der Auswahlmannschaft des Badischen Fußballverbandes den Wettbewerb um den Amateur-Länderpokal.

## Karriere

### Vereine
Walter Kitter besuchte in seiner Heimatgemeinde Spöck, ein Dorf nördlich von Karlsruhe in unmittelbarer Nachbarschaft der Stadt Bruchsal gelegen, die Volksschule, eröffnete 1955 im heimischen TV 1896 Spöck in der Schülermannschaft seine fußballerische Aktivität als Vereinsfußballer und absolvierte nach Ende der Schulzeit eine Lehre zum Technischen Zeichner. Die ersten Erfahrungen im Seniorenbereich sammelte Kitter nach der Jugend in der 1. Mannschaft des TV 1896. Er gewann 1961/62 mit dem TV in der B-Klasse Kreis Karlsruhe, Staffel 4, die Meisterschaft und spielte 1962/63 eine Saison in der A-Klasse. Die Runde 1963/64 verbrachte er beim VfB Bruchsal, für die er in der 2. Amateurliga Mittelbaden, Staffel 1, sein Können unter Beweis stellen und bei dem er erstmals über die Kreisgrenze hinaus auf sich aufmerksam machen konnte. Der in unmittelbarer Nachbarschaft befindliche FC Germania Forst konnte das 21-jährige Defensivtalent zur Saison 1964/65 zum Wechsel in die 1. Amateurliga Nordbaden überreden. Germania Forst war 1962/63 in das badische Amateuroberhaus aufgestiegen und war um die einheimischen Spieler Adolf Luft, das Bruderpaar Heinz und Roland Firnkes, sowie Heinz Riffel aufgebaut. Von den lokalen Zugängen wie Kitter, Bruno Schäffner (beide VfB Bruchsal), Werner Knaus (SV Zeutern) und Torhüter Manfred Sauter (KSC-Amateure; vorher SpVgg Oberhausen) erhoffte man sich punktuellen sportlichen Zugewinn und eine Kadererweiterung.
Nach einer Runde des Zusammenwachsens, 1964/65: 8. Platz, gewann Forst in der Saison 1965/66 mit sieben Punkten Vorsprung gegenüber Vize Amicitia Viernheim die Meisterschaft in der 1. Amateurliga Nordbaden und war damit für die Aufstiegsrunde zur zweitklassigen Regionalliga Süd qualifiziert. Walter Kitter hatte als Mittelläufer und Abwehrchef im damaligen WM-System gehörigen Anteil daran, dass der neue Meister aus Forst mit nur 24 Gegentoren in 30 Rundenspielen die Grundlage zum überraschenden Erfolg mit der herausragenden Abwehrarbeit gelegt hatte. Persönlich erfuhr Kitter durch die Berufung in die Nordbaden-Auswahl im Wettbewerb um den Länderpokal 1965/66 im September und Oktober 1965 gegen die Auswahlmannschaft des Fußball-Verbandes Mittelrhein (Karl Lambertin, Herbert Wimmer) sichtbaren Beweis für seine Rundenleistung.
Die Gruppenspiele zur Ermittlung des baden-württembergischen Aufsteigers in die Regionalliga Süd waren im Mai/Juni 1966 mit dem FC 08 Villingen (Meister Schwarzwald-Bodensee), dem 1. FC Normannia Gmünd (Meister Nordwürttemberg), SV Oberkirch (Meister Südbaden) und dem nordbadischen Meister FC Germania Forst bestückt. Forst eröffnete die Serie mit einem 3:1-Auswärtserfolg am 19. Mai beim SV Oberkirch. Das erste Heimspiel brachte drei Tage später vor 4.000 Zuschauer mit einem 1:0 gegen Gmünd den zweiten Erfolg. Am 29. Mai übernahm Villingen mit einem 4:1-Heimsieg gegen Forst aber ungeschlagen die Tabellenspitze. Umgehend glückte im Rückspiel am 5. Juni mit einem 2:0 die Revanche, ehe vier Tage später, mit einer 1:3-Auswärtsniederlage in Gmünd die Aufstiegschance vertan wurde. Der Abschlusserfolg am 12. Juni mit 6:2 gegen den Tabellenletzten SV Oberkirch war tabellarisch ohne Bedeutung, da sich Villingen zu gleicher Zeit mit einem 2:2-Heimremis gegen Gmünd in die Regionalliga Süd spielte. Villingen stieg mit 9:3 Punkten auf, Kitter und seine Mannschaftskollegen von Germania Forst belegten mit einem Punkt Rückstand (8:4) den undankbaren zweiten Rang. Neben dem Meisterschaftsgewinn in der 1. Amateurliga Nordbaden nimmt die Aufstiegsrunde zur Regionalliga Süd trotzdem einen hohen Stellenwert in der Vereinslaufbahn von Walter Kitter ein. Die Titelverteidigung gelang 1966/67 in Nordbaden nicht, Forst belegte den fünften Rang. Mit der badischen Auswahl gewann Kitter unter BFV-Trainer Herbert Widmayer 1967 aber den Länderpokal.
Zur Saison 1967/68 wechselte der Abwehrspieler zu den Blau-Weißen vom Holzhofstadion, zum VfR Pforzheim. Mit seinem neuen Verein konnte Kitter die Erwartungen der Rasenspieler an die Rückkehr in die Regionalliga Süd, in den folgenden drei Runden nicht verwirklichen. Über den enttäuschenden 8. Rang (1967/68) unter Trainer Kurt Sommerlatt, den 6. Rang im zweiten Jahr 1968/69, verbesserte sich der VfR 1969/70 auf den 5. Rang, das Ziel des Regionalligaaufstieges wurde aber nicht realisiert. Trotzdem fallen in die Zeit beim VfR Pforzheim die sportlich größten Erfolge von Kitter: Mit Nordbaden gelang 1969 der zweite Länderpokalerfolg und 1967/68 absolvierte er unter DFB-Trainer Udo Lattek sieben Länderspiele in der Amateurnationalmannschaft. Für die „Rassler“ hatte der Amateurnationalspieler von 1967 bis 1970 in der 1. Amateurliga Nordbaden 76 Ligaspiele absolviert und fünf Tore erzielt.
Zur Saison 1970/71 kehrte Kitter zum FC Germania Forst zurück; aber die beste Zeit der Forster war vorbei, am Rundenende belegte der FC Germania den 7. Rang. Kitter hatte insgesamt 94 Ligaspiele mit fünf Toren von 1964 bis 1967 und 1970/71 für Forst absolviert. Da Kitter aus beruflichen Gründen nach München übersiedeln musste, er hatte sich zum staatlich geprüften Maschinentechniker qualifiziert, schloss er sich zur Runde 1971/72 den Amateuren des FC Bayern München in der Landesliga Süd an. Nach nur einer Runde bei den Bayern-Amateuren zog sich Kitter mit 29 Jahren aus dem Wettkampfbetrieb zurück und spielte in den nächsten Jahren nur noch Fußball zum beruflichen Ausgleich, in der AH-Mannschaft von Waldeck Obermenzing.

### Auswahlmannschaft
Insgesamt absolvierte Walter Kitter 26 Spiele in der badischen Amateurauswahl. Den ersten Einsatz im Länderpokalwettbewerb hatte er am 26. September 1965 in Düren gegen die Auswahlmannschaft des Fußball-Verbandes Mittelrhein. Mit einem 3:0 gegen Nordwürttemberg zog Nordbaden am 19. Februar 1966 in Pforzheim in das Halbfinale ein. Am 19. Mai 1966 in Hannover gegen die Auswahlmannschaft des Niedersächsischen Fußballverbandes (1:6-Niederlage) konnten Kitter und seine Mannschaftskollegen von Germania Forst – Luft, Riffel und die Brüder Firnkes – wegen der Aufstiegsspiele zur Regionalliga Süd aber nicht für Nordbaden auflaufen. In seinem zweiten Länderpokalwettbewerb, 1966/67, startete das von Verbandstrainer Herbert Widmayer betreute Nordbaden mit Erfolgen gegen die Auswahlmannschaften des Württembergischen Fußballverbandes (Horst Blankenburg, Walter Birkhold, Rainer Eisenhardt), Bremer Fußball-Verbandes und im Halbfinale am 9. April 1967 gegen die Auswahlmannschaft des Fußball- und Leichtathletik-Verbandes Westfalen (Erhard Ahmann, Dieter Mietz, Friedhelm Schulte, Dieter Zorc) zu einem Erfolgslauf, der die badische Auswahl ins Finale führte. Das fand am 15. Mai 1967 in Viernheim gegen die Auswahlmannschaft des Hessischen Fußball-Verbandes vor 6.000 Zuschauern statt. Bei den Hessen stand der spätere 74er-Weltmeister Bernd Hölzenbein am Anfang seiner großen Karriere. In der 77. Minute entschied Walter Kitter mit einem verwandelten Freistoß zum 2:1-Endstand das Finale für Nordbaden. Mit den beiden Außenläufern Rudi Dielmann (FV Weinheim) und Horst Kunzmann (FC Birkenfeld) bildete er dabei die spieltragende Läuferreihe.

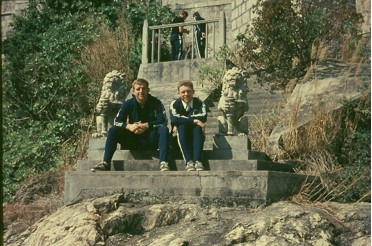
Kitter und Maaß (1967)

Nach seinem Vereinswechsel zum VfR Pforzheim zur Runde 1967/68 wurde er nach einem Sichtungslehrgang in Frankfurt – wo auch der Forster Kapitän Adolf Luft dabei war – in den Kader der Amateurnationalmannschaft aufgenommen. Am 20. September 1967 debütierte Kitter in Regensburg bei einem 0:0 gegen Österreich in der DFB-Amateurelf. In der zweiten Halbzeit wurde Klaus Schmidt vom SV Alsenborn für Kitter eingewechselt. Das Spiel in Regensburg diente DFB-Trainer Udo Lattek als finaler Test vor den zwei Olympia-Qualifikationsspielen am 25. Oktober in Augsburg (0:2), sowie am 8. November in Hendon (1:0) gegen Großbritannien. In beiden Qualifikationsspielen kam der Pforzheimer Vereinsmitspieler Günther Maaß im Gegensatz zu Kitter zum Einsatz. Trotz des verlorenen Olympiatraumes 1968 in Mexiko, führte der DFB mit der Amateurnationalmannschaft zum Jahresende 1967 und Jahresanfang 1968 eine dreiwöchige Asienreise durch. Kitter kam dabei in den Länderspielen gegen Burma (0:0), Thailand (1:0), Malaysia (3:1), Philippinen (4:0) und am 17. Januar in Tokio gegen Japan (1:0) beim abschließenden Länderspiel der Asienreise zu weiteren Länderspielberufungen. Mit seinem siebten DFB-Einsatz am 1. Mai 1968 in Belluno gegen Italien (0:0) endete seine Karriere in der Amateurnationalmannschaft.
In Reihen der nordbadischen Amateurauswahl stellte er aber weiterhin eine unverzichtbare Größe dar. Nach Erfolgen über die Auswahlmannschaften der Fußballverbände Rheinland, Mittelrhein (Helmut Bergfelder, Paul Alger, Werner Thelen) und im Halbfinale mit einem 4:1 in Pforzheim über das Saarland mit deren ehemaligen Bundesligaspielern Walter Gawletta und Erich Leist, stand er am 29. Juni 1969 in Hamburg-Harburg zum zweiten Mal mit Nordbaden in einem Endspiel um den Länderpokal. Gastgeber Hamburg wurde von Spielern wie Rolf Höfert, Bernd Lorenz und Horst Wohlers angeführt. Mit zwei Toren des KSC-Amateurmittelstürmers Hans Ripp in den Anfangsminuten setzte sich das Widmayer-Team durch und holte mit einem 2:1 zum zweiten Mal den Länderpokal in die Vitrine der Sportschule Schöneck. Kitter hatte gemeinsam mit Torhüter Wilfried Tepe, den Verteidigern Luft und Rückert sowie den Außenläufern Dielmann und Rosner, die fast undurchlässige Abwehr gebildet. Im Sturm begann die Laufbahn des späteren FC Bayern-Angreifers Edgar Schneider, welcher beim VfR Pforzheim an der Seite von Walter Kitter die ersten Sporen verdiente und im September 1969 in der Amateurnationalmannschaft debütieren sollte.
Herbert Widmayer, der Trainer der nordbadischen Auswahl, führte das Team an der langen Leine und baute zu jedem Spieler eine persönliche Beziehung auf und erreichte damit, dass alle Spieler auf dem Platz alles gaben.
Knapp scheiterte Kitter 1969/70 mit Nordbaden im Länderpokal am dritten Titelgewinn. Nach Erfolgen gegen das Saarland, Rheinland und im Halbfinale im Juni 1970 gegen Bremen (5:0, 2:2) fand das Endspiel aus terminlichen Gründen erst am 6. Oktober 1970 in Karlsruhe gegen die Auswahlmannschaft des Bayerischen Fußball-Verbandes statt. Die Gäste setzten sich mit Spielern wie Heiner Schuhmann, Walter Sohnle, Horst Pohl, Manfred Größler, Günter Helgert, Herbert Horn und Roland Stegmayer mit 2:0 im Wildparkstadion durch und verhinderten die Pokalverteidigung von Nordbaden. Auch die neuen Kitter-Mitspieler wie Peter Diringer, Günter Sebert, Herbert Layh und Gerd Störzer konnten die Niederlage des Gastgebers nicht verhindern.
Mit der 1:2-Niederlage am 6. Dezember 1970 in Mannheim gegen das Saarland endeten die Einsätze von Kitter im Länderpokal mit Nordbaden.